# Agreu (mitologia)
Na mitologia grega, Agreu (grego antigo: Ἀγρεύς, que significa "caçador") ou Argeu (grego: Ἀργεύς) era o nome de vários personagens:
- Agreu, filho de Hermes e Sose.
- Agreu, filho de Apolo e Eubeia, filha de Macareu. Ele era o senhor de Diphys em Eubeia, ou rei de toda a ilha.[1]
- Agreu, um guerreiro de Epidauro, e um dos exércitos dos Sete Contra Tebas.[2]
- Agreu, um guerreiro de Calidão, também um dos exércitos dos Sete Contra Tebas.[3] Ele cortou o braço direito de Fegeu, o tebano.
- Agreu, um guerreiro de Pilos, outro membro do exército dos Sete Contra Tebas. Ele foi morto por Meneceu, filho de Creonte.[4]
- Agreu, outro nome para Aristeu, filho de Apolo e Cirene. Também chamado de Nômio.[5]